# Eois laxipecten
Eois laxipecten is een vlinder uit de familie spanners (Geometridae). De wetenschappelijke naam van deze soort is voor het eerst geldig gepubliceerd in 2000 door Herbulot.
De soort komt voor in tropisch Afrika.